# NHS Nightingale Hospital London
Le NHS Nightingale Hospital London a été le premier des NHS Nightingale Hospitals : des hôpitaux temporaires mis en place par le National Health Service d'Angleterre (en) pour la pandémie de coronavirus de 2020 (en). Il est hébergé dans le centre de congrès ExCeL London, dans l'est de Londres, et a une capacité initiale de 500 patients, avec un potentiel de 4 000 personnes. L'hôpital a été rapidement planifié et construit, il a été officiellement ouvert le 3 avril et a reçu ses premiers patients le 7 avril 2020. 

## Contexte
Pour ajouter des capacités de soins critiques (réanimation et soins intensifs)  supplémentaires pendant l'épidémie de coronavirus de 2020 au Royaume-Uni et pour traiter les personnes atteintes de COVID-19, des plans ont été élaborés pour créer de nouveaux espaces hospitaliers temporaires pour ceux qui ont besoin d'un traitement et des soins,. Ils ont été nommés « Hôpitaux Nightingale », du nom de Florence Nightingale, une infirmière militaire de la guerre de Crimée (1853-1856) et qui est considérée comme la fondatrice des soins infirmiers modernes.

## Planification et construction

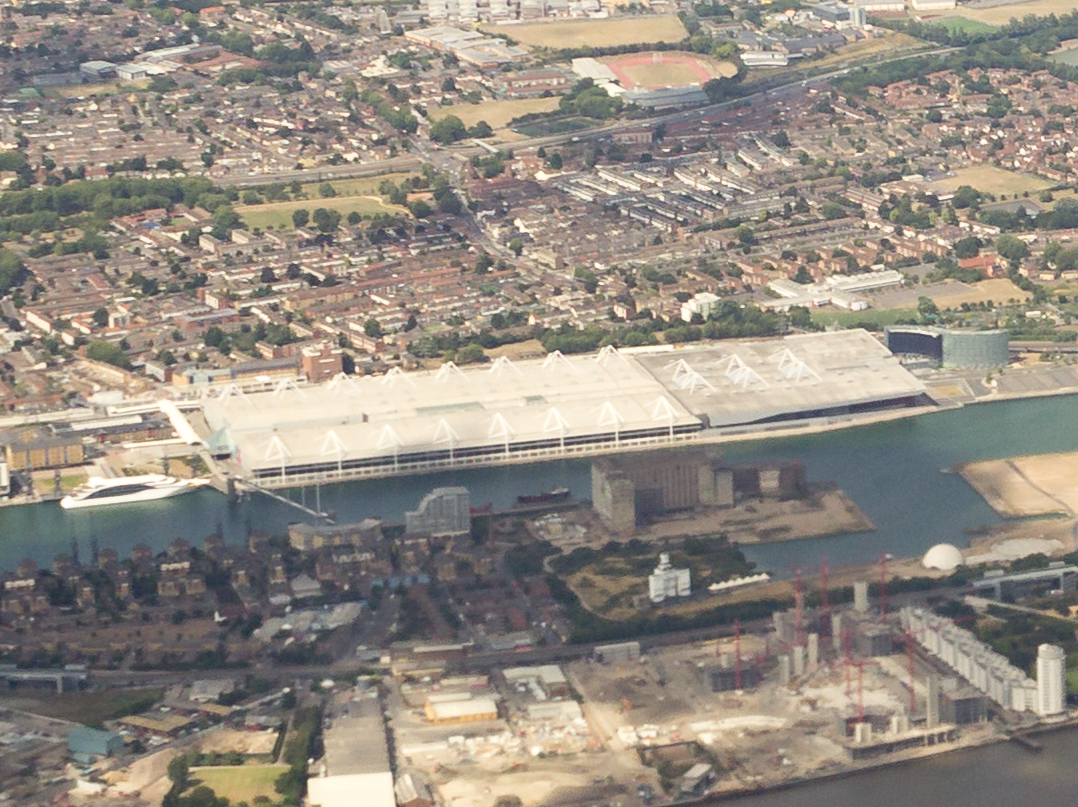
Vue aérienne de l'ExCeL London, le site de l'hôpital, en 2015.

Les 21 et 22 mars, des planificateurs militaires et du personnel du NHS England ont visité ExCeL London - un centre d'expositions et de congrès dans le quartier de Custom House à Newham, dans East London (en) pour « déterminer si les forces armées pouvaient soutenir la réponse du NHS à l'épidémie ».
Le 24 mars, le secrétaire à la Santé Matt Hancock a annoncé le projet de création de l'hôpital.
L'hôpital serait géré par le personnel du NHS et des bénévoles, avec 700 militaires fournissant une assistance logistique,.
L'installation a été planifiée et construite en collaboration avec les forces armées britanniques et les architectes britanniques BDP, la mission étant dirigée par le commandement conjoint permanent du siège à Aldershot, qui coordonne les missions de résilience pour le Royaume-Uni. L'entrepreneur principal était CFES,.
L'installation a été officiellement inaugurée le 3 avril par le prince de Galles (via un lien vidéo) lors d'une cérémonie au cours de laquelle le chef des soins infirmiers de l'hôpital a dévoilé une plaque. Les premiers patients ont été admis le 7 avril.
La série médical télévisé Holby City utilise des ventilateurs opérationnels sur le plateau, et ceux-ci ont été donnés à l'hôpital.

## Détails opérationnels
Le rôle de l'hôpital est de traiter les patients déjà intubés et ventilés dans d'autres hôpitaux de Londres.
Le 30 mars, il a été annoncé que la responsabilité légale de l'hôpital serait transférée à Barts Health NHS Trust (en), une fiducie existante du NHS, car le NHS England n'a pas les pouvoirs légaux pour gérer directement un hôpital. Le PDG de l'hôpital est Charles Knight (en), détaché au sein de la fiducie Barts.
La capacité actuelle de l'hôpital est de 500 patients et pourrait être étendue à 4 000. Dans ce cas, il s'agirait du plus grand hôpital du Royaume-Uni, nettement plus grand que le plus grand hôpital permanent, le Queen Elizabeth University Hospital (en) de Glasgow, qui compte 1 677 lits.
L'hôpital a été conçu pour recevoir et renvoyer jusqu'à 150 patients par jour. Le nombre d'employés que l'hôpital a atteint à sa pleine capacité a été signalé pour la première fois à 16 000 et plus tard à 25 000.

## Taux d'occupation
Pendant le week-end de Pâques du 11 au 12 avril, l'hôpital n'a accueilli que 19 patients car les hôpitaux de Londres existants avaient une capacité suffisante après avoir augmenté leur capacité combinée de soins intensifs de 770 lits à 1 555 lits.
Le nombre de personnes dans les hôpitaux de Londres pour COVID-19 (et pas seulement pour les soins intensifs) a culminé le 11 avril, selon les données de changement d'une semaine à l'autre.
Le 21 avril, The Guardian a rapporté que le personnel de l'hôpital avait affirmé que l'hôpital avait été « obligé de rejeter les personnes nécessitant des soins car il ne peut pas obtenir suffisamment d'infirmières habituellement basées dans d'autres hôpitaux pour y travailler ».
Cette allégation a été réfutée par un porte-parole du ministère de la Santé et des Affaires sociales, qui a déclaré qu'aucun patient souffrant de coronavirus ne se voyait refuser un traitement en raison d'une pénurie de personnel et que le nouvel hôpital n'était nécessaire que pour traiter les patients si les hôpitaux du NHS de Londres devenaient submergés, et qu'il y avait une capacité de réserve suffisante dans les autres établissements de Londres et que tous les patients atteints de coronavirus pouvaient être traités dans l'un d'entre eux.
Un porte-parole officiel a déclaré que ces informations étaient trompeuses.